# 少穗落芒草
少穗落芒草（学名：Oryzopsis wendelboi）为禾本科落芒草属下的一个种。

## 扩展阅读
- 維基物種上的相關：少穗落芒草